# Broken City
Broken City è un film del 2013 diretto da Allen Hughes ed interpretato da Mark Wahlberg, Russell Crowe e Catherine Zeta-Jones.

## Trama
Billy Taggart, investigatore della polizia di New York, viene arrestato per l'omicidio di Mikey Tavarez, che aveva violentato e ucciso la sedicenne Yesenia Barea, ma era stato scarcerato per un vizio di forma. Il suo superiore, il capitano Carl Fairbanks, informa il sindaco Nicholas Hostetler di un testimone e altre prove accusatorie, ma Hostetler le nasconde: Taggart viene assolto per legittima difesa, ma deve comunque lasciare la polizia.
Sette anni dopo, Taggart vive con la fidanzata Natalie Barrow, un'aspirante attrice, e lavora come investigatore privato. Hostetler lo assume per investigare su una possibile relazione extraconiugale di sua moglie Cathleen. Aiutato dalla sua assistente Katy, Taggart scopre che Cathleen si incontra con Paul Andrews, dirigente della campagna elettorale del rivale di Hostetler alle vicine elezioni, Jack Valliant.
Ad una raccolta fondi per la campagna di Hostetler, Cathleen rivela a Taggart che sa che lui la sta seguendo e lo avvisa di non fidarsi di suo marito. Hostetler riesce comunque ad avere le foto di Cathleen ed Andrews.
Alla festa per il debutto del film, Natalie rivela che il suo vero nome è Natalia Barea, e Yesenia era sua sorella. Al bar, Billy comincia a bere iniziando a discutere ubriaco con Natalie e lei, esasperata, lo lascia, dopodiché Taggart vaga per la città ubriaco finché riceve una chiamata da Katy: Fairbanks richiede la sua presenza su una scena del crimine. La vittima dell'omicidio è Paul Andrews.
Billy ammette a Fairbanks di essere stato assunto da Hostetler. Valliant racconta loro che Andrews doveva incontrare Todd Lancaster, figlio di Sam, ricco costruttore edile finanziatore di Hostetler. Quando il giorno dopo Valliant viene riaccompagnato da Billy, gli fa capire che lui e Paul erano più che amici: quindi, conclude Billy, Andrews non poteva essere l'amante di Cathleen.
Lei stessa, furiosa, glielo conferma poco dopo: Andrews le aveva promesso delle informazioni sul progetto di Bolton Village di Hostetler, un affare che avrebbe arricchito Lancaster e il sindaco stesso. Quest'ultimo voleva scoprire la fonte di Cathleen e ha mentito a Taggart quando l'ha assunto.
Billy decide di investigare sulla corruzione di Hostetler e scopre che Lancaster ha comprato Bolton Village per demolirlo e ricostruirvi palazzi di uffici, lasciando centinaia di persone bisognose senza casa per il suo guadagno. Taggart viene inseguito in auto dagli uomini di Hostetler che gli sottraggono le prove che aveva trovato poco prima.
Taggart si reca da Todd Lancaster, che racconta che aveva intenzione di consegnare ad Andrews una copia del contratto di demolizione per usarlo contro Hostetler.
Billy va dal sindaco, che, però, non è affatto turbato, anzi; gli mostra un video in cui lo si vede uccidere Tavarez a sangue freddo e non per legittima difesa: Taggart rischia il carcere.
Però Taggart preferisce farsi arrestare per scongiurare la rielezione di Hostetler e la demolizione di Bolton Village: mostra alla polizia le prove e Hostetler fa lo stesso con il video che incrimina Billy. Fairbanks arresta Hostetler e gli rivela di essere lui l'amante di Cathleen; il giorno seguente, Billy viene arrestato da Fairbanks dopo aver salutato Katy.

## Produzione

### Budget
Il budget del film è di circa 56 milioni di dollari.

### Riprese
Le riprese del film iniziano il 7 novembre 2011 a New York; successivamente si registra nelle città di Carrollton (New Orleans) e nello stato della Louisiana.

## Distribuzione
Il primo trailer del film viene pubblicato il 5 ottobre 2012, insieme al poster americano. Il trailer italiano viene invece diffuso online il 7 dicembre 2012.
La pellicola viene distribuita nelle sale cinematografiche statunitensi a partire dal 18 gennaio 2013, mentre in Italia è uscito il 7 febbraio 2013.

### Divieto
Negli Stati Uniti il film è stato vietato ai minori di 18 anni per la presenza di linguaggio scurrile, sessualità e violenza.